# Eugène Dabit
Eugène Dabit (n. 1898 - d. 1936) a fost un scriitor francez. 

## Opera
- Hotelul Nordului (1929)
- Suburbiile Parisului (1933)
- Moduri de viață (1936)
- Jurnalul Intim (1939, postum)

A folosit cu măiestrie limbajul vorbit, zugrăvind în mod vrednic și cu simpatie viața grea, de mizerie și șomaj, a muncitorimii și a muncii funcționărimi franceze.